# مرقة حلوة
المرقة الحلوة هي طبق من أطباق المطبخ الجزائري، تتكوّن أساسا من لحم الخروف، الفاكهة المجفّفة مثل المشمش، البرقوق والزبيب والفاكهة الجافة مثل البندق(بوفريوة) واللوز.

## المكوّنات
- لحم الخروف (حسب الحاجة)
- القليل من الحمص المنقوع
- 150غ مشمش مجفف
- 150غ زبيب
- 150غ برقوق مجفف
- 150غ كستناء (قسطل)
- 150غ لوز أبيض
- 200غ سكر
- القليل من القرفة
- القليل من الورد المجفف (شوش الورد)
- ملعقة صغيرة كركم
- القليل من الملح
- القليل من الفلفل الأسود
- ثلاث ملاعق كبيرة زيت ذرة

## طريقة الإعداد
نقطع اللحم ونضيف اليه الملح، البهارات والزيت ونتركهم للتّقلية قليلا، ثمّ نضيف الماء والحمص والكستناء (قسطل) ونتركهم على النار حتى ينضج اللحم. ثم نضيف الفواكه المجففة، القرفة والورد المجفف، نتركهم للغلي لمدّة عشر دقائق ثم نضيف السكر وبذلك تكون المرقة الحلوة قد استوت.